# Lijst van beschermd erfgoed in Havelange
Onderstaande tabel geeft een overzicht van de beschermde erfgoederen in de gemeente Havelange. Het beschermd erfgoed maakt deel uit van het cultureel erfgoed in België.
| Object | Bouwjaar/architect | Deelgemeente | Adres | Coördinaten                   | Nummer?                | Afbeelding                                               |
| --- | ------------------ | ------------ | ----- | ----------------------------- | ---------------------- | -------------------------------------------------------- |
| Portaal en daken kasteel Porcheresse-en-Condroz |                    |              |       | 50° 20' 8" NB, 5° 14' 7" OL   | 91064-CLT-0001-01 Info | Portaal en daken kasteel Porcheresse-en-Condroz          |
| Het herenhuis Froidefontaine in Barsy, namelijk het landhuis zelf, de gracht, de brug en poortgebouw, ensemble van alle gebouwen en het ensemble gevormd door de gebouwen en omringende land. Een bescherming zone is ingesteld rond de site |                    |              |       | 50° 23' 6" NB, 5° 8' 36" OL   | 91064-CLT-0002-01 Info |                                                          |
| Sint-Nicolaaskapel, te Doyon, en het ensemble gevormd door de kapel en haar omgeving |                    |              |       | 50° 23' 40" NB, 5° 8' 36" OL  | 91064-CLT-0003-01 Info |                                                          |
| De Eik van Gibet en dens omgeving, te Barvaux-en-Condroz |                    |              |       | 50° 19' 16" NB, 5° 16' 40" OL | 91064-CLT-0006-01 Info | De Eik van Gibet en dens omgeving, te Barvaux-en-Condroz |
| De gevels en daken van het oude kasteel Chantraine en die van de kapel en het ensemble gevormd door deze gebouwen en de omgeving |                    |              |       | 50° 21' 11" NB, 5° 16' 3" OL  | 91064-CLT-0007-01 Info |                                                          |
| De gevels en daken en de muur aan de straatzijde van de boerderij, aan de rue de la Station te Havelange |                    |              |       | 50° 23' 15" NB, 5° 14' 33" OL | 91064-CLT-0008-01 Info |                                                          |